# Chippiparai
Le Chippiparai est une race de chien de type lévrier, provenant du sud de l'Inde. Probable descendant du Saluki ou du Sloughi, il est surtout élevé dans la région du lac de Periyar. Faisant un bon chien de chasse, il est également utilisé pour le gardiennage de la maison. Élevé par des familles royales à Chippiparai dans le district de Virudhunagar dans le Tamil Nadu, il a été considéré comme un symbole de la royauté et de la dignité des dirigeants de Tirunelveli et Madurai.

## Description

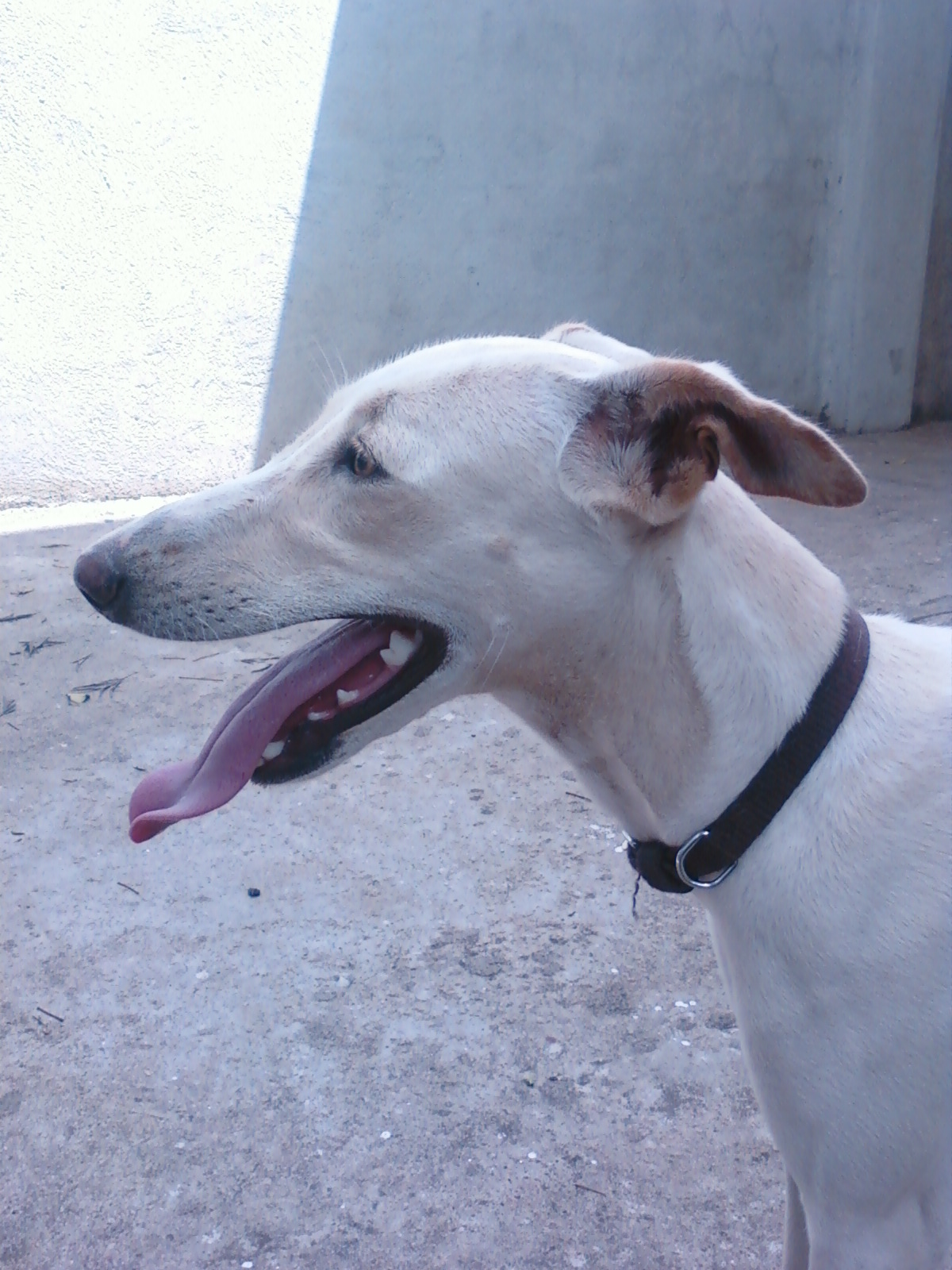
Portrait

### Apparence
L'apparence générale est très semblable à celle du Sloughi et du lévrier Rampur.
La race est caractérisée par une couleur de robe fauve, une truffe et des yeux noirs, une large poitrine, un abdomen retroussé, et une longue queue incurvée. Occasionnellement, des robes brun rougeâtre ou grises peuvent être trouvées. La peau est fine et de couleur grise.
C'est un chien de taille moyenne, autour de 25 pouces soit 63 cm au garrot. Une étude publiée en 2015 donne une moyenne chez les mâles d'environ 63 cm, et chez les femelles d'environ 56 cm au garrot, ce qui fait du Chippiparai une race de taille moyenne. 
Son poil court est très serré, ce qui produit un effet de brillant sur l'ensemble de la robe si elle est régulièrement toilettée. Un poil brillant, donnant une apparence générale de coquille, est vivement souhaité. Ce chien est aussi moins parasité par les tiques et les puces, son poil court en facilitant la détection.

### Tempérament

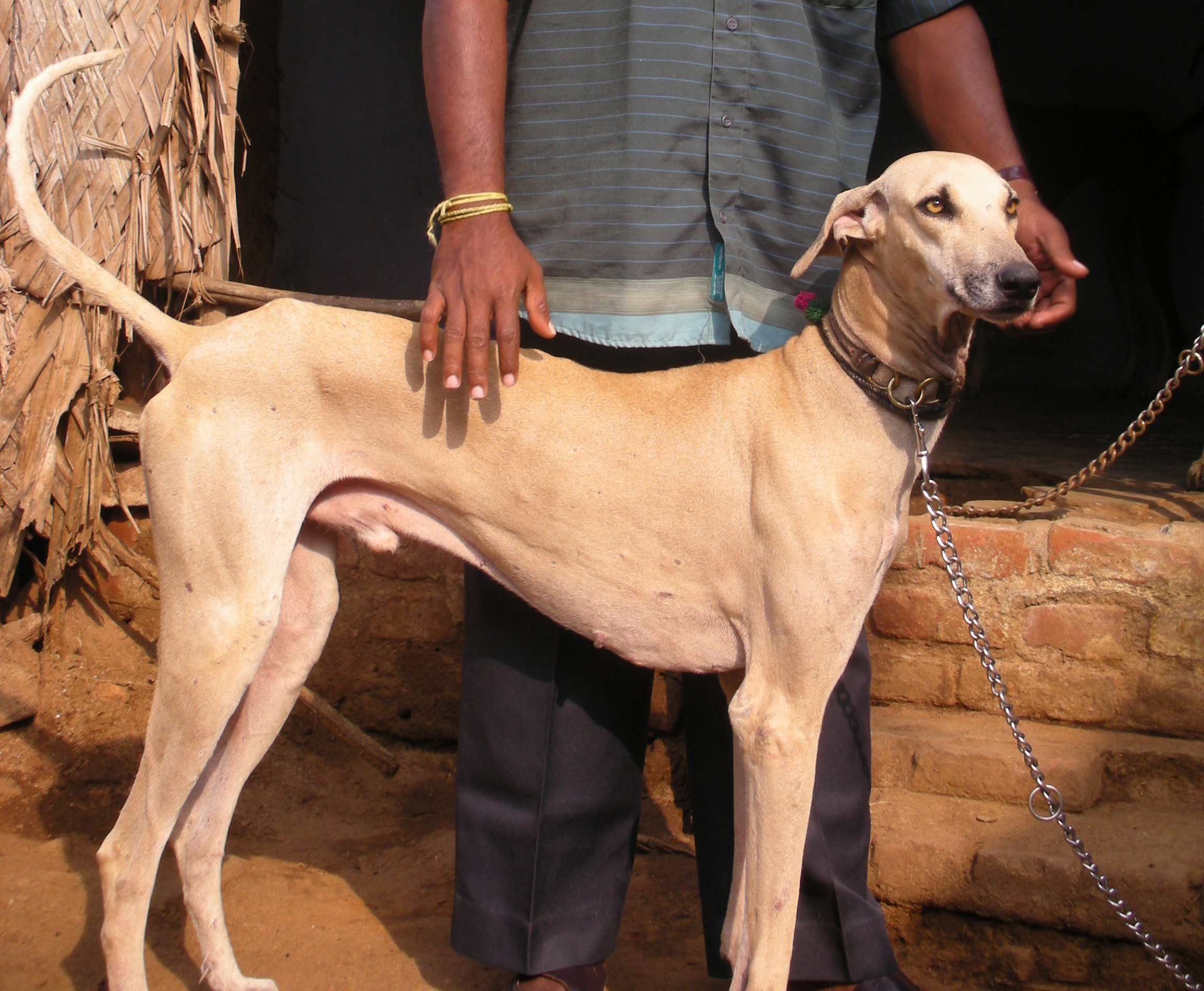
Chiot mâle.

Le Chippiparai est très actif pendant sa jeunesse. Puisqu'il s'agit d'une race de chasse toujours utilisé dans cette activité, il a besoin de beaucoup d'exercice.

### Santé
Les problèmes de santé courants chez la race ne sont pas précisément connus. 
Une étude de cas a été publiée concernant un chien atteint de polyarthrite, une autre pour un mastocyte, et une troisième pour un cas de tumeur vénérienne. Les statistiques de tumeurs vénériennes chez les chiens du Sud de l'Inde montrent que sur 278 cas vétérinaires traités sur deux ans entre 2013 et 2015, 21,58 % concernaient des Chippiparai.

## Utilisations
Sa morphologie de coureur en fait un bon chien de chasse. Il est capable de pointes à grande vitesse et peut dépasser un lièvre avec facilité.
Il est également utilisé comme chien de garde et comme chien de compagnie.

## Diffusion de l'élevage
Ces chiens sont élevés dans le district de Tirunelveli et par extension dans le sud du Tamil Nadu, en climat subtropical et sec. La population est très réduite, et de ce fait menacée d'extinction.
La race étant, de plus, rare en exposition canine, la conservation de son patrimoine génétique n'est pas assurée à long terme.